# Paul-Henri Sandaogo Damiba
Paul-Henri Sandaogo Damiba (Ouagadougou, 2 gennaio 1981) è un militare e politico burkinabé, noto per essere salito alla guida del Movimento Patriottico per la Salvaguardia e la Restaurazione (MPSR), dopo aver rovesciato il presidente Roch Marc Christian Kaboré il 24 gennaio 2022 durante il colpo di Stato burkinabé del 2022. Il 30 settembre 2022 è stato a sua volta deposto da un nuovo colpo di stato militare.

## Infanzia e istruzione
Allievo di scuole militari sin dall'infanzia, è infatti parte della classe del 1992 del Prytanée militaire de Kadiogo (PMK), un istituto burkinabé di istruzione secondaria dipendente dal ministero della difesa, Damiba ha frequentato l'accademia militare "George Namoano de Pô".
Spostatosi in Francia, Damiba si è poi laureato all'École militaire di Parigi, città in cui ha anche conseguito un master in criminologia presso il Conservatoire national des arts et métiers (CNAM) e dove ha ottenuto una certificazione di esperto di difesa in gestione, comando e strategia.
Negli anni successivi, divenuto militare di carriera, Damiba ha partecipato a diversi corsi di formazione organizzati dagli Stati Uniti d'America. Nel 2010 e nel 2020, ad esempio, ha partecipato alle esercitazioni Flintlock del programma Joint Combined Exchange Training, che includevano anche corsi sulla sensibilizzazione sui diritti umani e sulle leggi dei conflitti armati; nel 2013 ha partecipato al corso African Contingency Operations Training and Assistance finanziato dal Dipartimento di Stato statunitense; nel 2013 e nel 2014 ha frequentato il corso per ufficiali di base dell'intelligence militare per l'Africa (Military Intelligence Basic Officer Course for Africa) e altri ancora.

## Carriera militare
Damiba è un tenente colonnello, comandante della terza regione militare che interessa le città di Ouagadougou, Manga, Koudougou e Fada N'Gourma. È un ex membro del Reggimento di Sicurezza Presidenziale, l'ex guardia presidenziale di Blaise Compaoré, da cui si è dimesso nel 2011 in seguito a un ammutinamento dell'esercito.
Dal 2015 al 2019, Damiba è stato a capo dell'esercito burkinabé nelle regioni del Sahel e del Nord, esperienza da lui raccontata e commentata nel libro West African Armies and Terrorism: Uncertain Answers?. Nel corso di questo incarico rivolto a contrastare l'insurrezione jihadista in Burkina Faso, che gli fece guadagnare enorme popolarità, Damiba chiese anche al governo burkinabé di reclutare mercenari dal Gruppo Wagner, nota organizzazione paramilitare russa, da utilizzare nella lotta contro i ribelli islamici. Tuttavia il governo di Roch Marc Kaboré si dichiarò assolutamente contrario alla proposta, sostenendo che ciò avrebbe alienato il Burkina Faso dall'Occidente.

## Colpi di Stato del 2022
Il 24 gennaio 2022, Damiba ha preso parte al colpo di Stato burkinabé del 2022, che ha portato alla deposizione del presidente Roch Marc Christian Kaboré, poi detenuto dalle forze golpiste. Queste ultime hanno poi dichiarato sciolti sia il parlamento che il governo e hanno dichiarato la sospensione della Costituzione. Il 31 gennaio, la giunta militare ha ripristinato la Costituzione, nominando Damiba presidente ad interim e, il 3 marzo, quest'ultimo ha nominato primo ministro ad interim l'economista Albert Ouédraogo.
Con il tempo, il governo di Damiba è divenuto sempre più impopolare ed è infine arrivato a durare solamente 8 mesi, poiché, già alla fine del settembre 2022, un nuovo colpo di stato ne ha decretato la fine portando al potere Ibrahim Traoré.
Due giorni dopo il golpe alcune fonti diplomatiche regionali hanno annunciato che Damiba era fuggito a Lomé, in Togo, dove si trova tuttora.